# II bitwa pod Jemgum
Druga bitwa pod Jemgum zwana przez Holendrów także bitwą pod Jemmingen – starcie zbrojne, które miało miejsce dnia 21 lipca 1568 r. w trakcie wojny osiemdziesięcioletniej (walk wyzwoleńczych w Niderlandach).
Po bitwie pod Heiligerlee wojska rebeliantów niderlandzkich pod wodzą Ludwika von Nassau próbowały bezskutecznie zająć miasto Groningen. Po niepowodzeniu wojska Ludwika były ścigane przez hiszpańskie oddziały pod wodzą Alvareza de Toledo księcia Alby aż do wschodniej Fryzji i tam ostatecznie pokonane pod Jemgum w dniu 21 lipca 1568 r.
Siły hiszpańskie składały się z 12 000 piechoty, 3000 ludzi kawalerii i kilku dział. Ludwik von Nassau przeciwstawił im
10 000 piechoty, nielicznej kawalerii i 16 dział.
Po 3 godzinach zażartych walk w których obie strony ostrzeliwały się z okopów, żołnierze niderlandzcy w wyniku wysokich strat opuścili swoje pozycje i wycofali się. Ścigani przez kawalerię hiszpańską i nękani ogniem z muszkietów rebelianci skierowali się do miejscowości Ems.
Książę Alby stracił w bitwie zaledwie 300 ludzi, straty powstańców wyniosły aż 7000 ludzi. Straty te były tak wysokie, gdyż Hiszpan nakazał zabić wszystkich rannych rebeliantów.
Ucieczka wojsk Ludwika do wschodniej Fryzji miała dla tego hrabstwa katastrofalne następstwa. Hiszpanie, którzy tam wtargnęli za powstańcami przez 3 dni dokonywali rabunków i gwałtów, paląc liczne domostwa. Jedynie synom księcia Alby udało się uratować większość kobiet i dzieci z Jemgum, które Hiszpanie zamierzali żywcem spalić w tamtejszym kościele.
Jeszcze dzisiaj w Jemgum można obejrzeć tzw. Alba-Huus, dom w którym kwaterował książę hiszpański.